# Alas, I Cannot Swim
Alas, I Cannot Swim is het debuutalbum van de Britse singer-songwriter Laura Marling. Op 4 februari 2008 verscheen het album als download en op 7 februari werd het uitgebracht in de vorm van een door Laura Marling zelf ontworpen 'songbox' met voorwerpen die elk verwezen naar een ander nummer op het album. Op 11 februari 2008 kwam het album uit op cd en vinyl. Alas, I Cannot Swim werd geproduceerd door Charlie Fink, frontman van indie-folk band Noah and the Whale en destijds Laura Marlings partner.
Het album werd algemeen goed onthaald in de media. Volgens Metacritic haalt het album een algemene score van 73%, gebaseerd op 7 recensies. Alas, I Cannot Swim werd genomineerd voor de Mercury Music Prize, die uiteindelijk gewonnen werd door Elbows The Seldom Seen Kid.

## Tracklist
1. "Ghosts" – 3:01
2. "Old Stone" – 2:59
3. "Tap at My Window" – 2:48
4. "Failure" – 3:21
5. "You're No God" – 2:28
6. "Cross Your Fingers" – 2:24
7. "Crawled Out of the Sea" (Interlude) – 1:16
8. "My Manic and I" – 3:56
9. "Night Terror" – 3:09
10. "The Captain and the Hourglass" – 3:10
11. "Shine" – 2:39
12. "Your Only Doll (Dora)" en "Alas, I Cannot Swim" (hidden track) – 7:19